# Melittomma vigilans
Melittomma vigilans är en skalbaggsart som först beskrevs av Lea 1912.  Melittomma vigilans ingår i släktet Melittomma och familjen varvsflugor. Inga underarter finns listade i Catalogue of Life.